# Парадокс (ТВ филм из 2004)
„Парадокс” је српски ТВ филм из 2004. године. Режирао га је Миливоје Мишко Милојевић који је написао и сценарио заједно са Небојшом Ромчевићем.

## Улоге
| Глумац                | Улога      |
| --------------------- | ---------- |
| Маја Новељић Ромчевић | Ката       |
| Душан Радовић         | Александар |
| Ивана Кнежевић        | Супер беба |
| Драган Вујић          | Министар   |
| Драгица Ристановић    | Боса       |
| Јанош Тот             | Бора       |

Остале улоге ▼
| Глумац            | Улога      |
| ----------------- | ---------- |
| Валентина Чершков | Супер Беба |
| Бојан Гавриловић  | Батинаш 2  |
| Милан Громилић    | Батинаш 1  |
| Јован Ристовски   |            |